# به من بگو چه دیدی
به من بگو چه دیدی (کره‌ای: 본 대로 말하라) یک مجموعه تلویزیونی محصول کره جنوبی سال ۲۰۲۰ با بازی جانگ هیوک، سویونگ و جین سو یون است. این مجموعه از ۱ فوریه تا ۲۲ مارس ۲۰۲۰، روزهای شنبه و یکشنبه ساعت ۲۲:۳۰ (کی‌اس‌تی) از اوسی‌ان برای ۱۶ قسمت پخش شد.

## بازیگران

### اصلی
- جانگ هیوک در نقش اوه هیون جه

یک پروفایلر جنایی نابغه
- سویونگ در نقش چا سو یونگ

یک کارآگاه تازه‌کار